# Bayer Fluckiger Éva
Bayer Fluckiger Éva (Budapest, 1951. június 25. –) magyar–svájci matematikus.

## Élete
Szülei Bayer István és Gáthy Éva gyógyszerészek.  Általános iskolai tanulmányait Budapesten, a középiskolát részben Genfben végezte. A genfi egyetemen diplomázott 1975-ben, ugyanitt 1978-ban PhD fokozatot szerzett. Férje Roger Fluckiger svájci gyermekpszichológus.
1983-tól egy évig a princetoni Institute of Advanced Study munkatársa, majd több egyetemen is vendégprofesszor (Institut des Hautes Etudes Supérieures, Bures-sur-Yvette, Mathematical Sciences Research Institute, Berkeley). 1988-tól a CNRS (Centre National de la Recherche Scientifique) kötelékén belül kutatásvezető a besançoni egyetemen, majd 2001-től az Ecole Polytechnique Fédérale de Lausanne (EPFL) professzora.
1993 és 1995 között a Francia Matematikai Társaság tanácsának a tagja. 1990 és 1996 között az Európai Matematikai Társaság vezető testületének a tagja, az egyesületen belül a „Nők és a matematika” csoport elnöke. Az Európai Unió és az Európai Tudományos Alapítvány több bizottságának a tagja.
Öt nemzetközi matematikai folyóirat szerkesztőbizottságának a tagja, számtalan publikációja jelent meg. Fő kutatási területei az algebrai számelmélet és a csomóelmélet.

## Szakmai elismerés
- 1980 Alexander von Humboldt alapítvány ösztöndíjasa
- 1983 Prix Vacheron Constantin
- 2001 Maria Sybilla Merian Preis